# Sigurd Lewerentz
Sigurd Lewerentz (* 29. Juli 1885 in Sandö; † 29. Dezember 1975 in Lund) war einer der bedeutendsten schwedischen Architekten der Moderne, der hauptsächlich durch seine Friedhofs- und Kirchenbauten bekannt wurde.

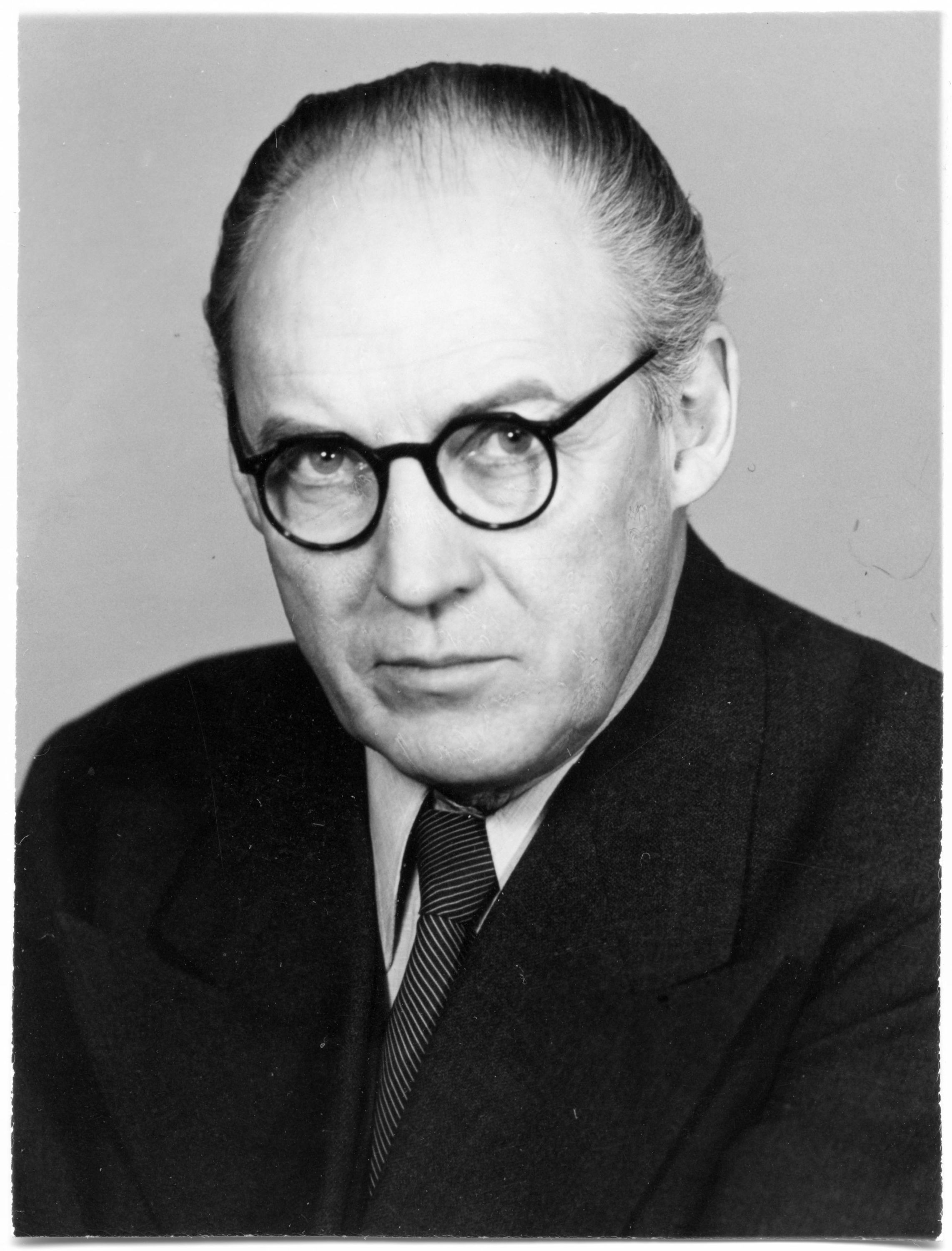
Sigurd Lewerentz

## Werdegang

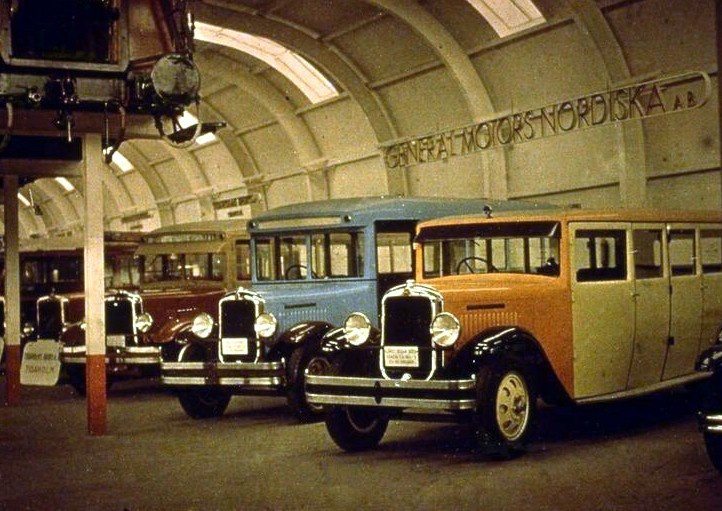
Lewerentz Busse auf der Stockholmer Ausstellung

Sigurd Lewerentz studierte Architektur an der TH Chalmers in Göteborg und praktizierte von 1907 bis 1909 bei Bruno Möhring in Berlin und bei Theodor Fischer und Richard Riemerschmid in München. Zwischen 1916 und 1969 hatte er die Verantwortung für alle Neu- und Umbauten auf dem Friedhof Östra kyrkogården in Malmö. 1930 war Lewerentz zusammen mit Gunnar Asplund einer der hervortretenden Architekten der Stockholmer Ausstellung, auf der die Stilrichtung der Moderne in Schweden ihren Durchbruch hatte. Seinen endgültigen Durchbruch erreichte er spät in seinem Leben mit den beiden Sakralbauten in strenger Ziegelform – Markuskirche in Björkhagen und die St. Petri in Klippan.

## Architekturstil
Auf Studienreisen in Österreich und Italien wurde er mit dem beginnenden neoklassizistischen Interesse für Karl Friedrich Schinkel bekannt. Dieser Einfluss zeigt sich am deutlichsten in der Auferstehungskapelle auf dem Stockholmer Waldfriedhof Skogskyrkogården wieder. Sigurd Lewerentz war bis ins hohe Alter aktiv in seinem Beruf. Seine späten Werke sind gänzlich befreit von jeglicher Ausschmückung, rahmenlose Fensteröffnungen in unbehandeltem Beton und bewusst sichtbare technische Installationen, wie Elektrokabel und Lüftungskanäle, als architektonisches Ausdrucksmittel, ganz im Stile des Brutalismus. Eines seiner letzten Werke war ein Blumenkiosk beim Östra kyrkogården in Malmö. Ein roher Betonklotz mit stark geneigtem Pultdach, stilistisch weit weg von der Auferstehungskapelle des Waldfriedhofs in Stockholm fünfzig Jahre zuvor. Lewerentz war einer der eigensinnigsten und profiliertesten Persönlichkeiten der schwedischen Architektur des 20. Jahrhunderts, ständig mitten im Trend und zugleich auf seiner eigenen Spur.

## Bauten

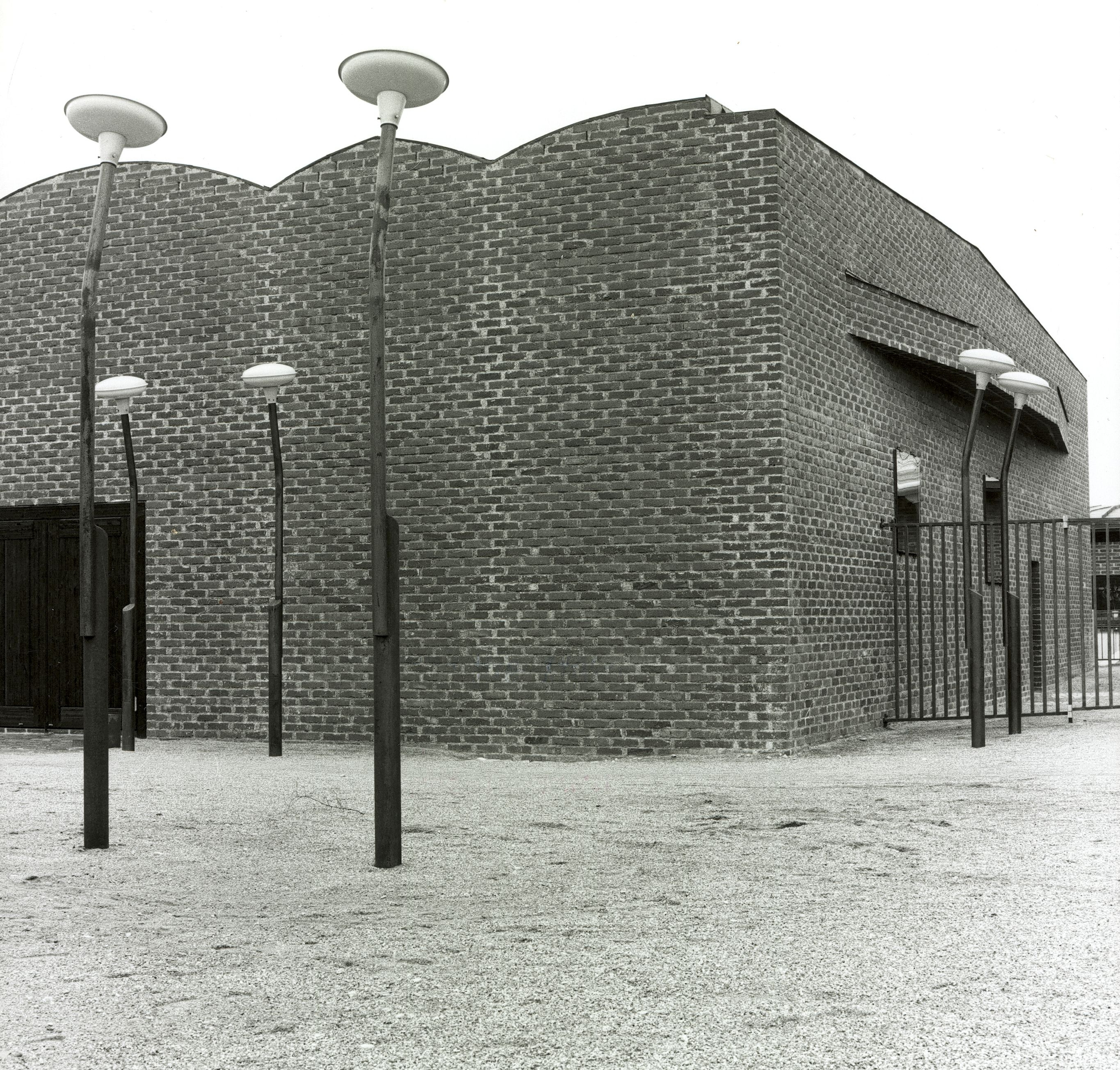
St. Petri Klippan

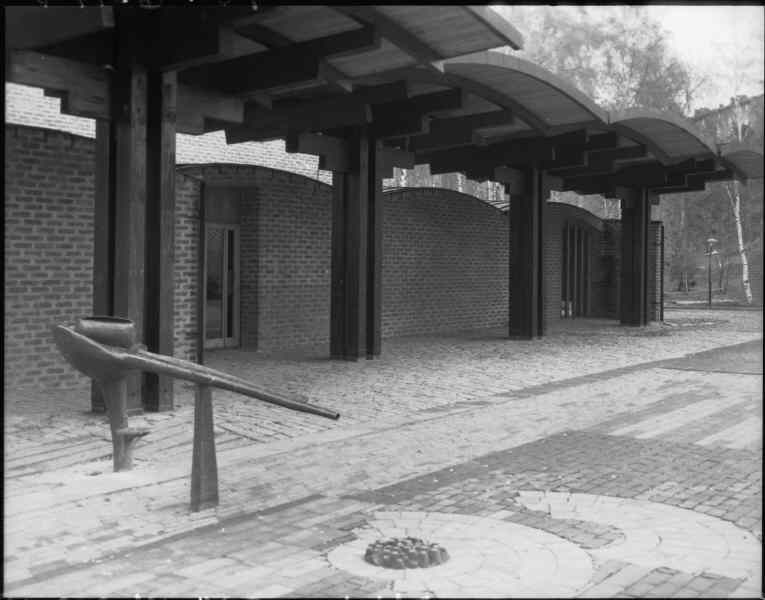
Markuskirche, Björkhagen

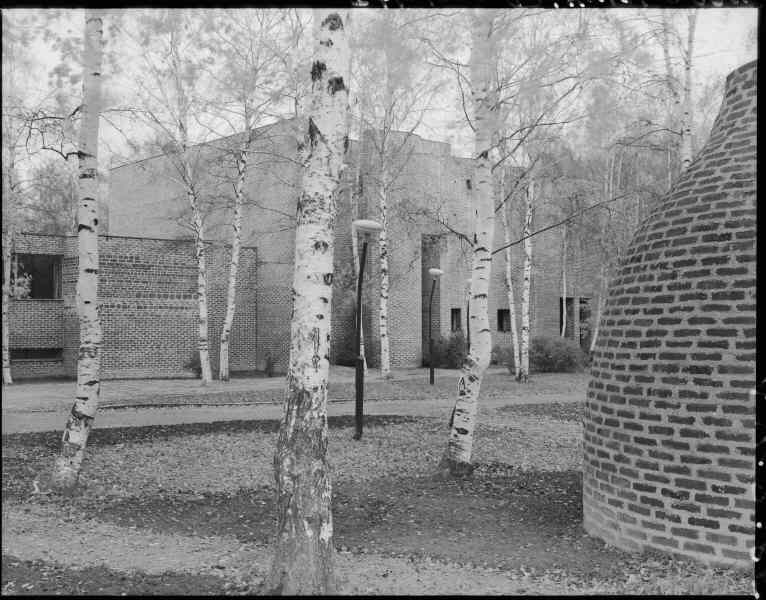
Markuskirche, Björkhagen

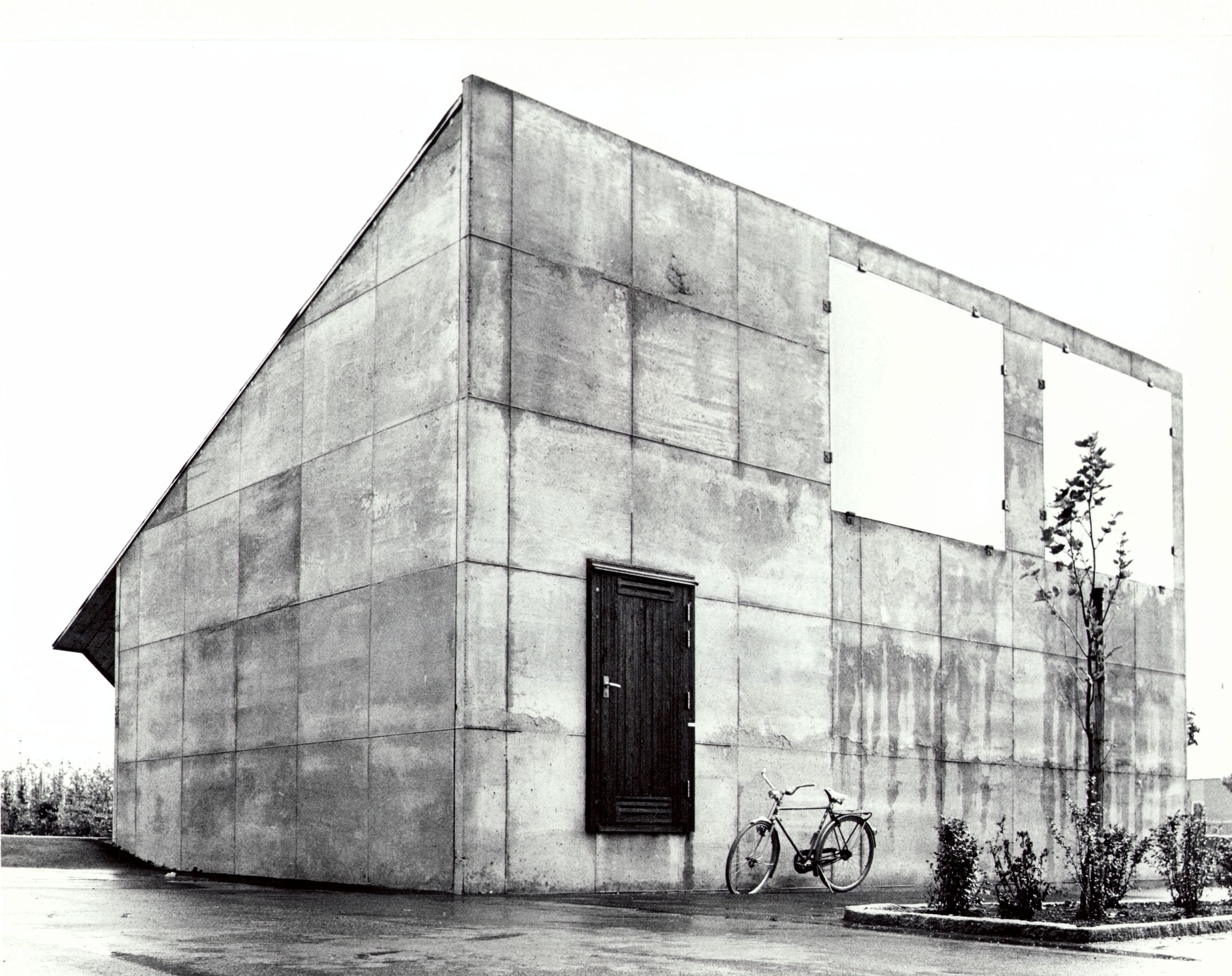
Friedhof Östra kyrkogården, Malmö

- 1911–1940: Waldfriedhof Skogskyrkogården mit Gunnar Asplund (UNESCO-Weltkulturerbestätte)
- 1926: Auferstehungskapelle, Waldfriedhof Skogskyrkogården
- 1932: Bürogebäude der Riksförsäkringsanstalten der Nationalen Versicherungsanstalt, Stockholm (2021 aufwendig restauriert)[1]
- 1933–1944: Musiktheater Malmö mit Erik Lallerstedt und David Helldén
- 1955–1963: Markuskirche, Björkhagen
- 1962–1966: St. Petri Klippan
- 1969: Friedhof Östra kyrkogården, Malmö (persönliches opus magnum)[2]

## Preise
- 1962: Kasper-Salin-Preis für Markuskirche, Björkhagen

## Ausstellungen
- 2021/2022: Architect of Death and Life, ArkDes, Stockholm